# KAIST
KAIST (кор. 한국과학기술원; Korea Advanced Institute of Science and Technology) Корейский институт передовых технологий — ведущий учебный и исследовательский университет Южной Кореи, расположенный в Тэджоне. Был основан корейским правительством в 1971 году как первый национальный научный, исследовательский и технический институт. В 2019 году KAIST в рейтинге ведущих университетов мира (QS World University Rankings) занял 40 позицию.
С 1971 года KAIST финансируется государством. Изначально заведение было укомплектовано значительным количеством талантливых инженеров и учёных, которые получили образование в США. С самого начала акцент ставился на теоретических и прикладных исследованиях. Сейчас KAIST является главным центром стратегических исследовательских проектов в Южной Корее. Приблизительно 400 преподавателей университета проводят исследования, сотрудничая с образовательными и промышленными организациями со всего мира. KAIST предлагает стипендию и поддержку иностранным студентам.
Университет регулярно нанимает иностранных преподавателей. Бывший президент KAIST Со Нампё преподавал в Массачусетском технологическом институте на протяжении многих лет. Его предшественник Роберт Лафлин, лауреат Нобелевской премии и профессор физики из Стенфордского университета, был первым иностранцем, возглавлявшим корейский университет. Большинство профессоров прибыли из ВУЗов США. KAIST принимает участие во многих международных программах наравне с выдающимися европейскими и азиатскими университетами. В частности, он входит в LAOTSE и AEARU (Association of East Asian Research Universities).